# Love Is a Gentle Thing
Albums de Harry Belafonte
Belafonte Sings the Blues
(1958) Belafonte at Carnegie Hall
(1959)
Love is a Gentle Thing est un album de Harry Belafonte, sorti chez RCA Victor en 1959 et enregistré avec les arrangeur et chefs d'orchestre Alan Greene et Robert De Cormier.

## Liste des titres

### Face A
1. "Fifteen" – 2:50
2. "I Never Will Marry" – 2:44
3. "I'm Goin' Away" – 3:08
4. "Small One" – 2:53
5. "Bella Rosa" – 3:25
6. "All My Trials" – 5:37

### Face B
1. "Green Grow the Lilacs" – 3:55
2. "Times are Gettin' Hard" – 3:36
3. "Turn Around" – 2:23
4. "Go Away from My Window" – 3:09
5. "Delia's Gone" – 4:34
6. "Walkin' on the Green Grass" – 3:22

## Personnel
- Harry Belafonte – chant
- Bob Corman – arrangeur, chef  ("I Never Will Marry", "Bella Rosa", "All My Trials", "Green Grow the Lilacs", "Times are Gettin' Hard", "Delia's Gone", "Walkin' on the Green Grass")
- Alan Greene  – arrangeur, chef ("Fifteen", "I'm Goin' Away", "Small One", "Turn Around", "Go Away From My Window")
- Producteur -  Edward Welker
- Couverture pochette -  David Stone Martin
- Liner-notes - Paul Ackerman